# Петревене
Пе́тревене (болг. Петревене) — село в Ловецькій області Болгарії. Входить до складу общини Луковит.

## Населення
За даними перепису населення 2011 року у селі проживали 598 осіб.
Національний склад населення села:
| Національність   | Кількість осіб | Відсоток |
| ---------------- | -------------- | -------- |
| болгари          | 368            | 73,7%    |
| цигани           | 124            | 24,8%    |
| турки            | 3              | 0,6%     |
| інша             | 0              | 0%       |
| не визначились   | 4              | 0,8%     |
| Всього відповіли | 499            |          |

Розподіл населення за віком у 2011 році:
Динаміка населення: